# 中川文雄
中川 文雄（なかがわ ふみお、1940年8月26日 - ）は、日本の経営者。近鉄百貨店社長を務めた。

## 経歴
愛媛県出身。1964年に慶應義塾大学文学部を卒業し、同年に近畿日本鉄道に入社。1972年6月に近鉄百貨店に転じ、1996年5月に取締役に就任し、2000年5月に常務、2002年5月に専務を経て、2003年5月に副社長に就任し、2004年5月には社長に昇格。2009年3月に相談役に就任。